# Solieria rustica
Solieria rustica là một loài ruồi trong họ Tachinidae.